# Pókember (film)
A Pókember (eredeti cím: Spider-Man) 2002-ben bemutatott amerikai akció-kalandfilm, a Marvel Comics világhírű képregénysorozatának első filmadaptációja Sam Raimi rendezésében, a főbb szerepekben pedig Tobey Maguire, Kirsten Dunst, Willem Dafoe és James Franco látható. A filmet a Columbia Pictures készítette.
Az élőszereplős Pókember-film fejlesztése az 1980-as években vette kezdetét. Tobe Hooper, James Cameron és Joseph Zito filmrendezők egy időben mindannyian vállalták a film rendezését. A projekt azonban az engedélyezési és pénzügyi problémák miatt nem valósult meg. Miután a film közel 25 évig nem készült el, a Columbia Pictures 1999-ben engedélyezte a film világszintű bemutatását, mivel megszerezte a Metro-Goldwyn-Mayertől a Cannon Films, a Carolco és a New Cannon által kifejlesztett összes korábbi forgatókönyvre vonatkozó jogot.
A Pókember premierje 2002. április 29-én volt a Mann Village Theaterben, az Egyesült Államokban pedig négy nappal később, május 3-án került a mozikba. Általánosságban pozitív kritikákat kapott a közönségtől és a kritikusoktól. Világszerte több mint 821,7 millió dolláros bevétellel a 2002-es év harmadik legnagyobb bevételt hozó filmje, a legtöbb bevételt hozó szuperhősfilm és a hatodik legnagyobb bevételt hozó film volt a megjelenés idején. A siker után a filmet két folytatás követte, Pókember 2. és Pókember 3. címmel, melyek 2004-ben és 2007-ben jelentek meg. A címszerepet alakító Maguire és a gonosztevőt játszó Dafoe a Marvel-moziuniverzum Pókember: Nincs hazaút (2021) című filmjében ismét eljátssza Pókember, illetve Zöld Manó szerepét.

## Cselekmény
A film középpontjában Peter Parker áll, egy szerencsétlen, különc tinédzser, akinek az élete hatalmas fordulatot vesz, miután megcsípi egy mutáns pók. Az esetet követően Peter egyre furcsább változásokat tapasztal magán: erősebbé válik, és az őt megmaró pókéhoz hasonló tulajdonságokra tesz szert. Először persze saját hasznára próbálja fordítani képességeit, ám miután nagybátyja gyilkosság áldozata lesz, a történtekért magát okoló Peter belátja, hogy a nagyobb erő mindig nagyobb felelősséggel is jár. Peter a későbbiekben erejét annak szolgálatába állítja, hogy Pókember néven, álarcos igazságosztóként megvédelmezze otthonát, New York városát a bűnözéstől. E hivatás persze rengeteg ellenséggel és lemondással is jár. Előbbiek sorát erősíti törtető iparmágnás-tudós, Norman Osborn, Parker legjobb barátjának, Harrynek apja, és aki egy emberfeletti erőt kölcsönző szer hatására Zöld Manó néven bosszúhadjáratba kezd, hogy minden vetélytársával végezzen. Osborn megpróbálja rávenni Pókembert, hogy álljon mellé, ám Peter visszautasítja. Hogy fájdalmat okozzon riválisának, a Manó Parker szeretteit veszi célba, így Pókemberre eddigi legnagyobb csatája vár. De talán ami még ennél is nehezebb, hogy elnyerje osztálytársnője, Mary Jane Watson szívét, valamint, hogy bebizonyítsa a városnak és az őt munkáltató lap ádáz főszerkesztőjének, hogy Pókembert nemes célok vezérlik.

## Szereplők
| Szerep                            | Színész               | Magyar hang         |
| --------------------------------- | --------------------- | ------------------- |
| Peter Parker/Pókember             | Tobey Maguire         | Csőre Gábor         |
| Mary Jane Watson                  | Kirsten Dunst         | Vadász Bea          |
| Norman Osborn/Zöld Manó           | Willem Dafoe          | Szakácsi Sándor     |
| Harry Osborn                      | James Franco          | Dévai Balázs        |
| May Parker                        | Rosemary Harris       | Pásztor Erzsi       |
| Ben Parker                        | Cliff Robertson       | Tordy Géza          |
| J. Jonah Jameson                  | J. K. Simmons         | Helyey László       |
| Flash Thompson                    | Joe Manganiello       | Barabás Kiss Zoltán |
| Maximilian Fargas                 | Gerry Becker          | Barbinek Péter      |
| Henry Balkan                      | Jack Betts            | Makay Sándor        |
| Slocum tábornok                   | Stanley Anderson      | Perlaki István      |
| Dr. Mendell Stromm                | Ron Perkins           | Cs. Németh Lajos    |
| Autórabló (Ben Parker gyilkosa)   | Michael Papajohn      | Schneider Zoltán    |
| Simkins                           | K.K. Dodds            | Markovics Tamás     |
| Hoffman                           | Ted Raimi             | Magyar Attila       |
| Robbie Robertson                  | Bill Nunn             | Ifj. Jászai László  |
| Ring Announcer                    | Bruce Campbell        | Szinovál Gyula      |
| Punk Rock Girl                    | Lucy Lawless          | Bogdányi Titanilla  |
| Betty Brant                       | Elizabeth Banks       | Gallusz Nikolett    |
| Bernard, Harry komornyikja        | John Paxton           | Rudas István        |
| Csonkoló McGraw                   | Randy Savage          | Varga Tamás         |
| Philip Watson (Mary Jane apja)    | Tim De Zarn           | Balázsi Gyula       |
| Madeline Watson (Mary Jane anyja) | Taylor Gilbert        | Rácz Kati           |
| Őr a birkózócsarnokban            | Timothy Patrick Quill | Koncz István        |
| Flash haverja                     | Jason Padgett         | Tímár Andor         |
| Tanár                             | Shan Omar Huey        | Kálid Artúr         |
| Lány a buszon                     | Sally Livingstone     | Molnár Ilona        |
| Quest kísérleti mérnök            | James Kevin Ward      | Kapácsy Miklós      |
| Idegenvezető a laborlátogatáson   | Una Damon             | Kiss Eszter         |
| Enrique                           | Lou Torres            | Faragó András       |

## Díjak, jelölések
Oscar-díj (2003)
- jelölés: legjobb vizuális effektusok
- jelölés: legjobb hang

## Filmzene
1. The Strokes – "When It Started"
2. Sum 41 – "What We're All About (The Original Version)"
3. Laibach – "Panorama"
4. Oleander – "Jimmy Shaker Day"
5. Macy Gray – "My Nutmeg Phantasy"
6. "Itsy Bitsy Spider"
7. Chad Kroeger feat. Josey Scott – "Hero"
8. "Theme from Spider Man"

## Folytatások
2003 januárjában a Sony bejelentette, hogy elkészül a Pókember folytatása, amelynek produceri és rendezői munkálatait ismét Sam Raimi fogja ellátni. A 2003. március 15-én közzétett előzetesből a rajongók megtudhatták, hogy a Pókember 2. 2004. június 30-án kerül majd a mozikba. A Pókember 3., a Pókember második folytatását és a sorozat utolsó filmjét 2007. május 4-én láthatta a közönség. 2003-ban az első film története egy televíziós sorozat, a Pókember: Az új animációs sorozat formájában is folytatást kapott, amely azonban számos ellentmondásba ütközött a második filmmel. Ezt kiküszöbölendő, a hivatalos álláspont szerint a sorozat a film alternatív folytatásaként van számon tartva, amely nem kapcsolódott a később megjelent Pókember 2 és 3 eseményeihez.